# Kristine Roug
Kristine Roug (* 12. März 1975 in Hørsholm) ist eine dänische Seglerin, die in der Europa-Klasse Olympiasiegerin und dreifache Weltmeisterin wurde.
Mit dem Gewinn der Goldmedaille bei den Olympischen Sommerspielen 1996 in Atlanta im Alter von 21 Jahren stellte sie mehrere dänische Rekorde auf: sie war von allen dänischen Sportlern und Sportlerinnen der jüngste Olympiateilnehmer bei Sommerspielen, der jemals eine Goldmedaille gewann; sie war die erste dänische Frau, die im Segelsport diese Medaille erhielt und sie war die erste Olympiasiegerin Dänemarks seit 48 Jahren.

## Sportliche Karriere

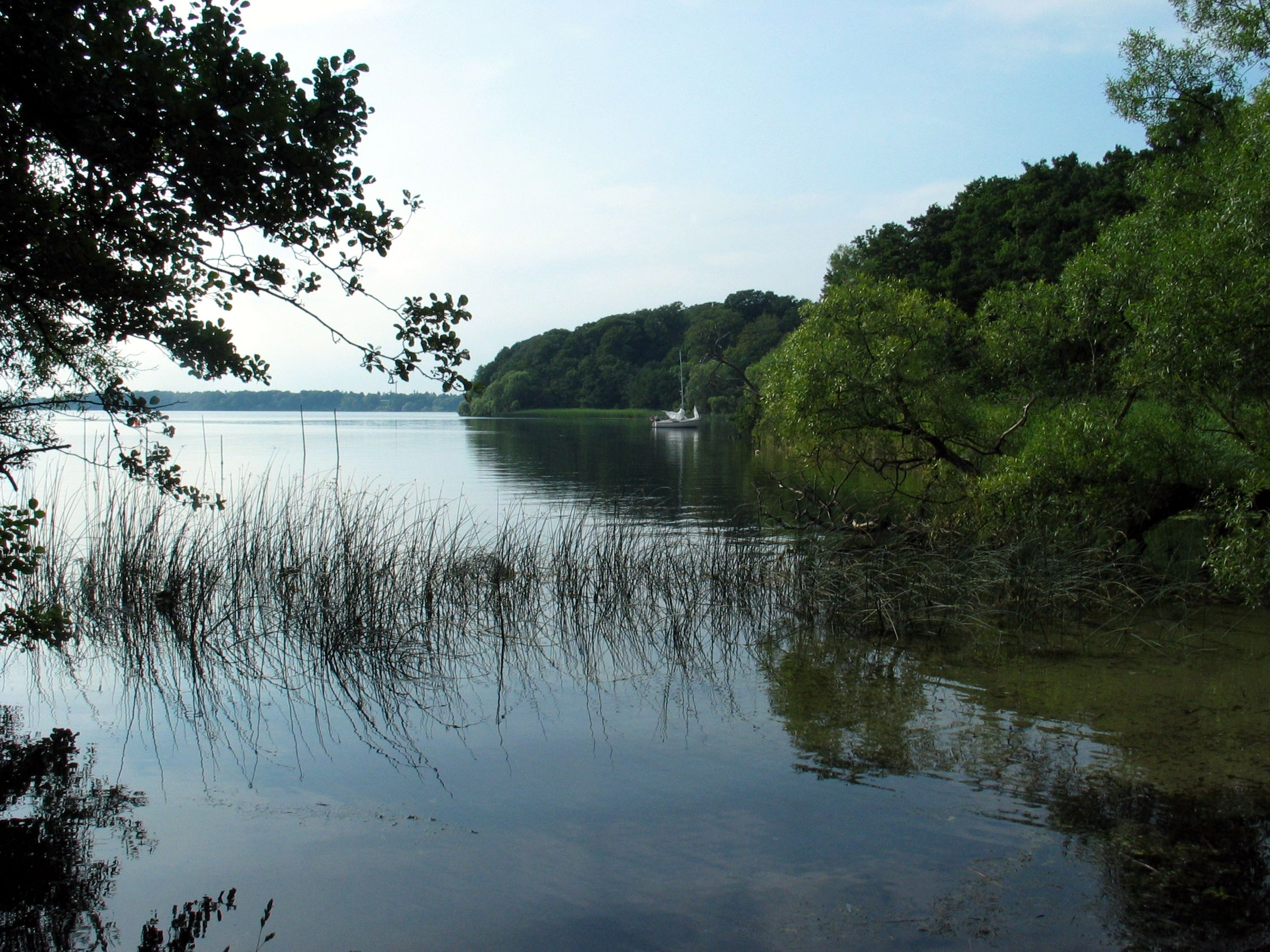
Furesee (Furesø), Heimatrevier der Seglerin

Kristine Roug war in ihrer Jugend Mitglied im Yachtclub Furesøen (Yachtklubben Furesøen), der am Furesee (Furesø) in der gleichnamigen Kommune Furesø auf dem nordöstlichen Seeland liegt. Das Heimatgewässer der Seglerin ist der tiefste See Dänemarks.
Auf dem Furesee begann die Sportlerin im Alter von sechs Jahren mit dem Segeln. Anfangs saß sie im Optimist, einer kleinen und leichten Jolle für Kinder und Jugendliche, die neben Freizeitzwecken als Einstiegsklasse für den Regattasport dient. Mit diesem Boot qualifizierte sie sich 1990 im Alter von 15 Jahren für die Nordischen Meisterschaften vor den Åland-Inseln und segelte auf den 26. Platz. Bei diesem Wettbewerb kam sie in Kontakt mit Dinghi-Seglern und fand besonderes Interesse am Europe, einer Einhand-Jolle, die von 1992 bis 2004 als olympische Frauen-Bootsklasse zugelassen war. 1990 erhielt sie ihre erste eigene Europe-Jolle. Schnell bewies sie ein außerordentliches Entwicklungspotenzial in diesem Boot und gewann einige Regatten, sodass der dänische Verband vorübergehend schon für 1992 ihre Olympiateilnahme in Erwägung gezogen hatte. In den Jahren 1992 bis 1996 gewann sie fast alle wichtigen Meisterschaften, darunter die Segel-Weltmeisterschaften 1994 und 1995 und die Olympischen Sommerspiele 1996. Diese Erfolge veranlassten die dänischen Medien, Parallelen zu dem dänischen Ausnahmesegler und viermaligen Olympiasieger Paul Elvstrøm zu ziehen.
Die hochgeschraubten Erwartungen konnte Kristine Roug in der Folgezeit nicht erfüllen. Die Weltmeisterschaften 1997 beendete sie auf dem zweiten und die Weltmeisterschaften 1998 auf dem dritten Rang. Im Jahr 2000 gewann sie die Weltmeisterschaft noch einmal und ließ nach einem zehnten Platz bei den Olympischen Sommerspielen 2000 ihre internationale Karriere ausklingen. Ihre Erfahrungen im Segelsport gab sie anschließend als Trainerin weiter. Zudem führt sie segelsportbezogene Kurse am Sportinstitut (Institut for Idræt) der Universität Kopenhagen und in Weiterbildungseinrichtungen für Lehrer durch. Seit ihrem Umzug nach Kopenhagen ist sie Mitglied im Segelclub Vallensbæk (Vallensbæk Sejlklub) in Vallensbæk Strand, einer Kommune im westlichen Vorortbereich von Kopenhagen.

## Weltmeisterschaften und Olympische Sommerspiele

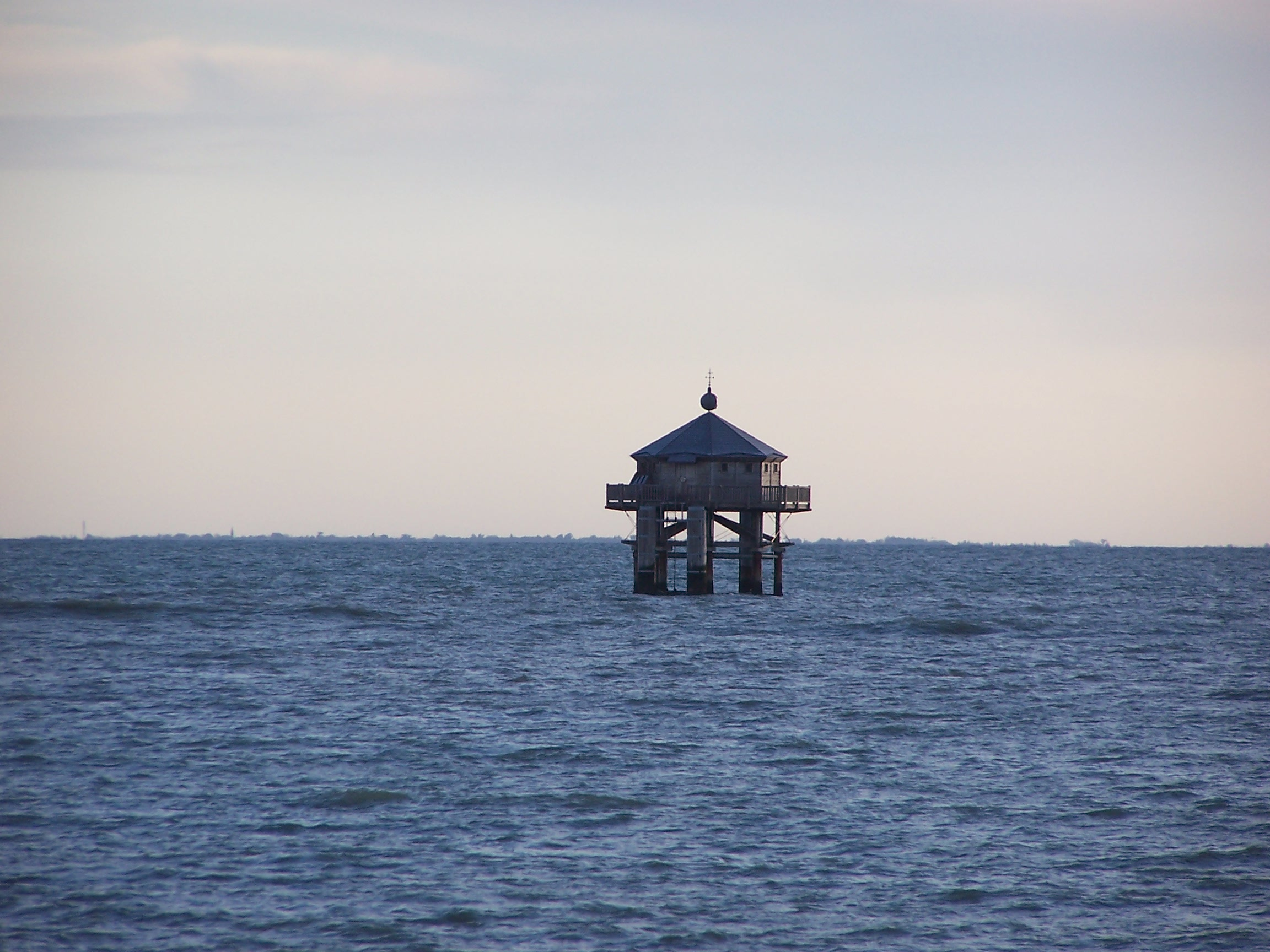
La Rochelle. Hier gewann Kristine Roug 1994 ihre erste Weltmeisterschaft

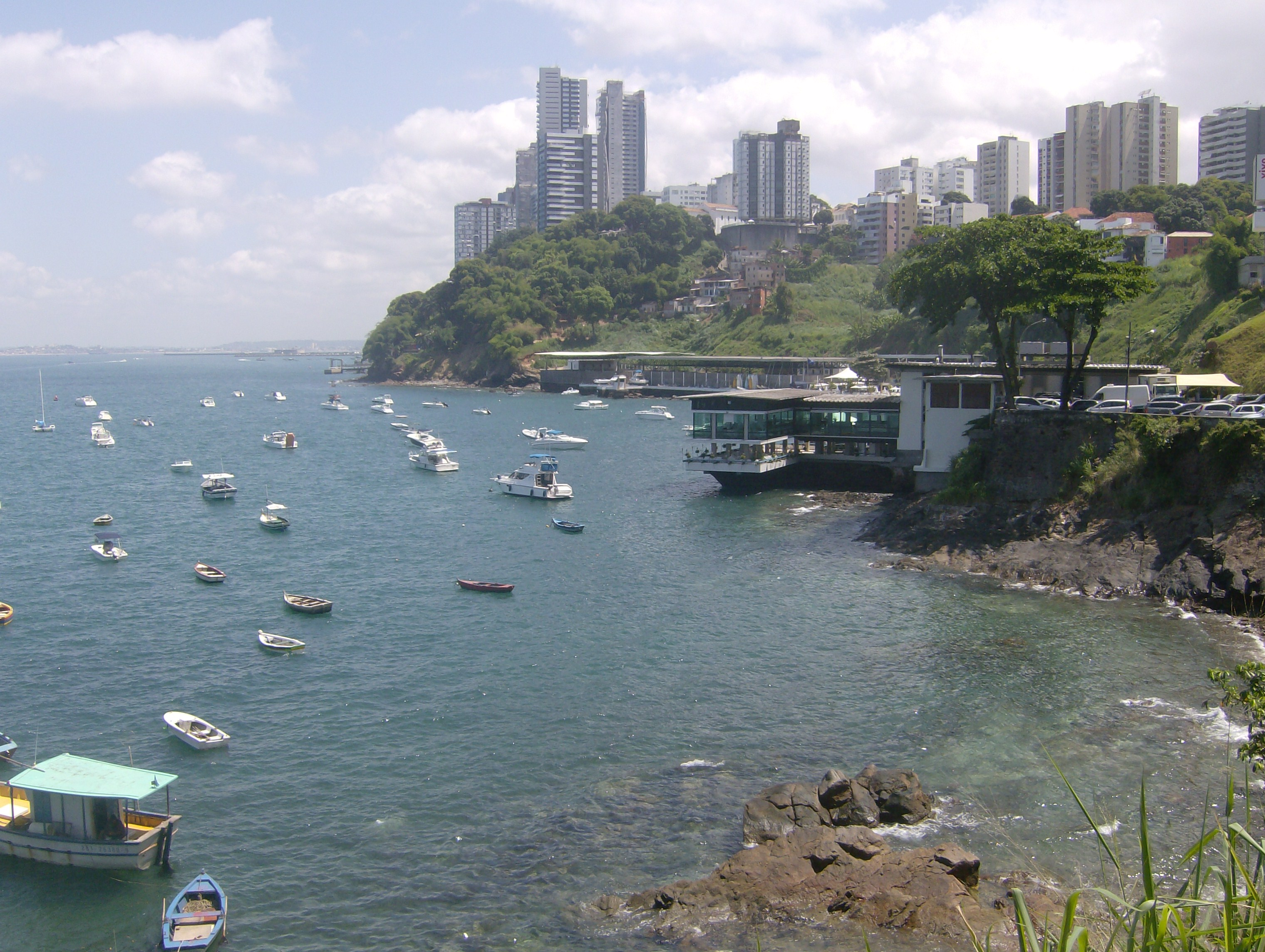
Dritte und letzte Weltmeisterschaft 2000 in Salvador da Bahia (Yachtclub da Bahia)

Sämtliche Erfolge erzielte Kristine Roug in der Europe-Klasse. Zu ihren härtesten Konkurrentinnen auf internationaler Ebene gehörten die beiden Niederländerinnen Margriet Matthijsse und Carolijn Brouwer und die Britin Shirley Robertson. Konnte sie ihre Rivalinnen in den ersten Jahren ihrer Karriere zumeist besiegen, segelte sie ihnen vor allem nach 1996 oft hinterher.
Bei ihrer ersten Teilnahme an Segel-Weltmeisterschaften 1992 in Izola landete die Seglerin auf dem fünften Platz. Bei den Weltmeisterschaften 1994 in La Rochelle gewann sie ihre erste Goldmedaille. Ihre größte Rivalin dieser Jahre, Margriet Matthijsse, kam auf den dritten Platz. Ein Jahr später in North Shore City siegte sie erneut bei der Weltmeisterschaft. Margriet Matthijsse kam auf dem Silberrang direkt hinter ihr ins Ziel. Das gleiche Ergebnis gab es im Segelrevier von Savannah bei den Olympischen Sommerspielen 1996 in Atlanta: die Goldmedaille für Kristine Roug und die Silbermedaille für Margriet Matthijsse. Bei den Weltmeisterschaften 1997 in San Francisco konnte Matthijsse die Reihenfolge drehen und verwies Roug auf den zweiten Platz.
In den folgenden Jahren schoben sich Carolijn Brouwer und Shirley Robertson nach vorne. Die Weltmeisterschaften 1998 in Travemünde beendete Roug mit der Bronzemedaille, Gold ging an Brouwer und Silber an Robertson. 1999 in Melbourne blieb sie ohne WM-Medaille, während ihre härtesten Konkurrentinnen mit Gold (Matthijsse) und Bronze (Robertson) aus dem Wettbewerb gingen. Im folgenden Jahr knüpfte Kristine Roug noch einmal an ihre ganz großen Erfolge an und gewann ihre dritte WM-Goldmedaille. Bei dieser Weltmeisterschaft 2000 in Salvador da Bahia kamen die beiden Niederländerinnen nicht in die Medaillenränge, zweite wurde Shirley Robertson. Bei den Olympischen Sommerspielen 2000 in Sydney blieb der dänischen „Seglerin der Jahre“ 1994 und 1996 der zehnte Platz, während im Olympic Sailing Shore in der Rushcutters Bay Robertson mit der Goldmedaille und Matthijsse mit der Silbermedaille geehrt wurden.
Zu Kristine Rougs Erfolgen bei der Olympiade und den Weltmeisterschaften gesellten sich Siege in vielen weiteren Regatten, darunter Gewinne der Kieler Woche in den Jahren 1997, 1999 und 2000 (dazwischen, 1998, hatte Carolijn Brouwer die Kieler Woche gewonnen).

## Übersicht
WM = Segel-Weltmeisterschaften (nur Plätze eins bis drei), OLY = Olympische Sommerspiele (alle Platzierungen).
- 1994: Gold: WM Europe-Klasse
- 1995: Gold: WM Europe
- 1996: Gold: OLY Europe
- 1997: Silber: WM Europe
- 1998: Bronze: WM Europe
- 2000: Gold: WM Europe
- 2000: 10. Platz: OLY Europe